# Aguará Guazú Aguilares Club
Aguará Guazú Aguilares Club es un club deportivo de la ciudad de Aguilares, Tucumán, Argentina. Tiene como actividad principal el rugby, donde participa en los torneos organizados por la Unión de Rugby de Tucumán y donde se destaca en su rama femenina a nivel nacional. Además, el club tiene como actividad el hockey sobre césped.

## Historia
Aguará Guazú Aguilares Club se fundó el 27 de octubre de 2007, ante la ausencia de un club de rugby destacado en la ciudad de Aguilares y bajo la inspiración del tercer lugar obtenido por Los Pumas en el Mundial de Rugby de 2007.
Luego de su fundación, el club empezó a disputar partidos amistosos con equipos de la zona, hasta que comenzó a jugar como invitado en los torneos organizados por la Unión de Rugby de Tucumán.

## Rugby

### Masculino
En 2014 participó por primera vez en el torneo más importante del Noroeste Argentino, el Torneo Regional del Noroeste, donde además de jugar ante los clubes más importantes de la provincia, enfrentó a clubes de la Unión de Rugby de Salta y de la Unión Santiagueña de Rugby.
En 2021, ante la suspensión del Torneo Regional de Noroeste, disputó el Anual Tucumano 2021 después de consagrarse campeón del torneo de ascenso.

### Femenino
Aguará Guazú es uno de los clubes más importantese de rugby femenino en Argentina. En 2021 se consagró campeón del Nacional de Clubes, el torneo más importante del país, al derrotar al Clubes Asociados Progreso Rowing e Independiente por 10 a 0 en la final. Además del título obtenido en 2021, el club se subió al podio en otras ediciones del torneo.

## Palmarés

### Femenino
| Torneos oficiales         | Torneos oficiales |
| Competición               | Títulos           |
| ------------------------- | ----------------- |
| Torneo Nacional de Clubes | 2021.             |